# Rudus
O rudus é uma espada presente na cultura malaia dos povos da região de Sumatra. Juntamente ao permandap, o rudus está entre as maiores espadas do povo malaio. Rudus é, também, uma representação cultural da ilha de Sumatra, na Indonésia.

## Descrição
O rudus está associada à cultura islâmica dos malaios. Verifica-se que a arma é mais comum na região de Sumatra do que nas demais regiões malaias. O povo de Aceh e Bengkulu classificam a rudus como parte de sua identidade cultural. Juntamente com o kuduk, o rudus é encontrado no povo maljano de Kalimantan do Sul.

Selo da província de Bengkulu, contendo dois rudus

No período islâmico da Indonésia, a ilha de Sumatra foi dividida em sultões que estavam constantemente em confflito. A província de Bengkulu, no sul de Sumatra, abrigava os sultões de Sungai Serut, Selebar, Pat Petulai, Balai Bunta, Sungai Lemau, Sekiris, Gedung Agun e Marau Riang. Durante os conflitos de guerra, os povos presentes nestes sultões equipavam-se com badiks, rambai ayram e o rudus. Durante a cerimônia de eleição do datuk, título honroso da Malásia e Indonésia, o rudus fazia parte do evento.
No período colonial, o rudus foi usado pelos nativos como forma de resistência em relação ao governo colonial. Devido à noção patriótica de usar o rudus como levante contra o opressor, a espada é apresentada no selo da província de Bengkulu para simbolizar o heroísmo.

## Composição
O rudus é formado por três elementos, sendo eles o mata (a lâmina), o ulu (o punho) e o sarung (a bainha).

## Forma
Geralmente, o rudus contém escritos do alfabeto jawi na lâmina ou no punho da espada. O jawi é um alfabeto de origem persa e árabe, utilizado para escrever a língua malaia pelos povos de Acehnese, Banjarese e Minangkabau. No momento de confecção da espada, o criador esculpe a data de término de construção da espada, bem como o nome e aldeia de origem. Em alguns casos, no entanto, os escritos remetem à redecoração da lâmina. Um rudus mantido no Metropolitan Museum of Art tem escritos que identifica a origem a Malásia Peninsular do objeto. Por outro lado, a decoração do rudus encontrado no museu não condiz com a decoração malaia, porém é identificada na região de Sumatra, pelos povos de Aceh e Batak Pakpak. As diferenciações decorativas indicam que o rudus foi feito em Sumatra, mas decorado na região vizinha.
Os escritos podem ser feitos na lâmina ou no punho e, no exemplar encontrado no Metropolitan Museum of Art, as inscrições estão embutidas em ouro. Em maioria, os escritos do rudus são feitos em madeira e carregado pendurado ao lado do corpo.